# 新翻元胡
新翻元胡（学名：Corydalis glaucescens）为罂粟科紫堇属下的一个种。

## 扩展阅读
- 維基物種上的相關：新翻元胡